# Động đất Kaikoura 2016

Bản đồ trận động đất Kaikoura

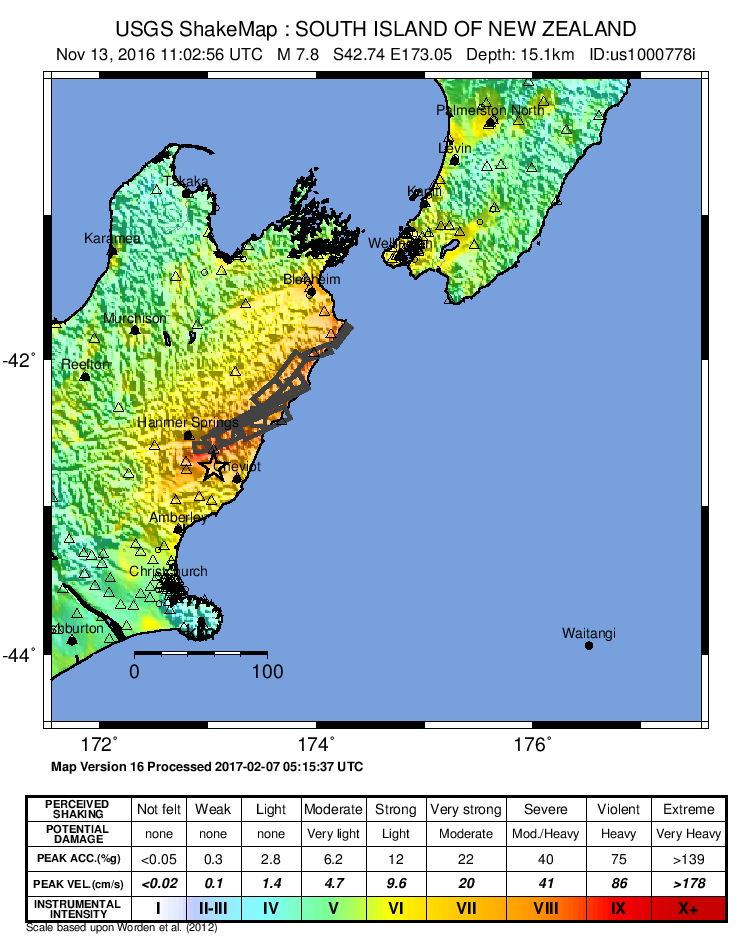
USGS ShakeMap

Trận động đất Kaikoura 2016 là một trận động đất mạnh 7.8 (Mw) xảy ra tại Đảo Nam của New Zealand vào 2 phút sau nửa đêm ngày 14 tháng 11 năm 2016 NZDT (11:02 ngày 13 tháng 11 UTC). Chấn tâm cách khoảng 15 kilômét (9 mi) phía đông bắc Culverden và cách 60 kilômét (37 mi) về hướng tây nam của thị trấn du lịch Kaikoura; chấn tiêu ở độ sâu khoảng 15 kilomet (9 mi). Với cường độ 7.8 nó là một trong 3 trận động đất lớn nhất thế giới trong năm 2016, và mạnh thứ 2 ở New Zealand kể từ khi người Châu Âu định cư trên quốc đảo này.
Số thương vong đã được báo cáo ở Culverden và Kaikoura. Hai người chết: một ở Kaikoura, và một ở Mount Lyford.

## Động đất
Một chuỗi đứt gãy phức tạp với cường độ 7.8 xảy ra vào 00:02:56 NZDT ngày 14 tháng 11 năm 2016, cách 15 km (9 mi) về hướng đông bắc Culverden và cách Christchurch 95 km (59 mi). Khảo sát địa chất ban đầu cho thấy chuyển động trên đường đứt gãy Kekerengu lên cao tới 10 mét (33 ft), chuyển động trên đường đứt gãy Hundalee, một đường đứt gãy mới ở vịnh Waipapa, cũng như một chuyển động nhỏ trên đường đứt gãy Hope đoạn gần biển. Các phần đáy biển gần Kaikoura bị nâng lên ít nhất 2 mét (6,6 ft) dọc theo bờ biển, tạo nên bờ biển mới.

## Cảnh báo sóng thần
Vào hồi 01:32 giờ New Zealand thứ 2 ngày 14 tháng 11, Bộ Xử lý tình huống khẩn cấp và phòng vệ dân sự của New Zealand (Ministry of Civil Defence & Emergency Management;MCDEM) đã đưa ra cảnh báo sóng thần trên bờ biển phía đông cho cả đảo Nam và Bắc bao gồm cả quần đảo Chatham. Một cơn sóng đã tràn vào mũi của Đảo Nam, nhưng mức độ đe dọa ở Gisborne và Bờ Đông sau đó đã giảm, cũng như ở phía nam Đảo Nam vùng Banks Peninsula. Một cơn sóng cao 2,5 m (8 ft) được ghi nhận tại Kaikoura. Một cơn sóng thần ước tính cao khoảng 5m tấn công mặt bắc của Vịnh Little Pigeon trên Banks Peninsula. Vịnh này chỉ có 1 nhà nghỉ không người ở đã bị bứt ra khỏi móng và hư hại nặng. Gần Vịnh Pigeon có xuất hiện sóng thần vào khoảng 2 giờ sáng nhưng không gây thiệt hại.

## Dư chấn

Cường độ trận động đất Kaikoura
Số dư chấn trong vòng bán kính 200 km tính từ Kaikoura

| Cường độ dư chấn ≥ 5.0 | Cường độ dư chấn ≥ 5.0 | Cường độ dư chấn ≥ 5.0 | Cường độ dư chấn ≥ 5.0 | Cường độ dư chấn ≥ 5.0        | Cường độ dư chấn ≥ 5.0 | Cường độ dư chấn ≥ 5.0 |
| Ngày                   | Giờ địa phương (NZDT)  | Thang độ lớn mô men    | Chấn tiêu depth        | Chấn tâm                      | Chấn tâm               | Chấn tâm               |
| Ngày                   | Giờ địa phương (NZDT)  | Thang độ lớn mô men    | Chấn tiêu depth        | Vùng                          | Vĩ độ                  | Kinh độ                |
| ---------------------- | ---------------------- | ---------------------- | ---------------------- | ----------------------------- | ---------------------- | ---------------------- |
| 14 tháng 11 năm 2016   | 00:02:56               | 7.8                    | 15 km (9,3 mi)         | 15 km đông bắc Culverden      | -42.69                 | 173.02                 |
| 14 tháng 11 năm 2016   | 00:16:10               | 5.6                    | 2 km (1,2 mi)          | 5 km tây Culverden            | −42.76                 | 172.78                 |
| 14 tháng 11 năm 2016   | 00:19:32               | 5.9                    | 12 km (7,5 mi)         | 45 km bắc Kaikoura            | −42.00                 | 173.68                 |
| 14 tháng 11 năm 2016   | 00:24:17               | 5.6                    | 12 km (7,5 mi)         | 40 km bắc Kaikoura            | −42.03                 | 173.74                 |
| 14 tháng 11 năm 2016   | 00:30:25               | 5.0                    | 15 km (9,3 mi)         | 30 km bắc Cheviot             | −42.53                 | 173.24                 |
| 14 tháng 11 năm 2016   | 00:32:06               | 6.2                    | 29 km (18 mi)          | 15 km bắc Kaikoura            | −42.28                 | 173.68                 |
| 14 tháng 11 năm 2016   | 00:33:49               | 5.5                    | 6 km (3,7 mi)          | 25 km đông nam Seddon         | −41.86                 | 174.21                 |
| 14 tháng 11 năm 2016   | 00:41:48               | 5.6                    | 9 km (5,6 mi)          | 20 km đông nam Seddon         | −41.77                 | 174.25                 |
| 14 tháng 11 năm 2016   | 00:52:44               | 6.2                    | 32 km (20 mi)          | 25 km bắc Kaikoura            | −42.20                 | 173.63                 |
| 14 tháng 11 năm 2016   | 01:03:53               | 5.2                    | 9 km (5,6 mi)          | 15 km đông nam Seddon         | −41.81                 | 174.15                 |
| 14 tháng 11 năm 2016   | 01:04:21               | 5.3                    | 10 km (6,2 mi)         | 15 km đông nam Wellington     | −41.39                 | 174.91                 |
| 14 tháng 11 năm 2016   | 01:20:41               | 5.0                    | 30 km (19 mi)          | 25 km đông bắc Kaikoura       | −42.26                 | 173.91                 |
| 14 tháng 11 năm 2016   | 01:25:55               | 5.2                    | 30 km (19 mi)          | 10 km bắc Culverden           | −42.70                 | 172.87                 |
| 14 tháng 11 năm 2016   | 01:27:59               | 5.2                    | 30 km (19 mi)          | 10 km đông bắc Kaikoura       | −42.30                 | 173.73                 |
| 14 tháng 11 năm 2016   | 01:37:43               | 5.2                    | 15 km (9,3 mi)         | 25 km tây Kaikoura            | −42.43                 | 173.40                 |
| 14 tháng 11 năm 2016   | 01:38:38               | 5.3                    | 7 km (4,3 mi)          | 15 km đông Seddon             | −41.70                 | 174.25                 |
| 14 tháng 11 năm 2016   | 01:52:18               | 5.1                    | 17 km (11 mi)          | 15 km đông bắc Kaikoura       | −42.25                 | 173.74                 |
| 14 tháng 11 năm 2016   | 02:21:11               | 5.7                    | 0 km (0 mi)            | 25 km đông nam Seddon         | −41.85                 | 174.26                 |
| 14 tháng 11 năm 2016   | 02:31:26               | 6.0                    | 25 km (16 mi)          | 15 km bắc Kaikoura            | −42.26                 | 173.66                 |
| 14 tháng 11 năm 2016   | 02:50:01               | 5.1                    | 8 km (5,0 mi)          | 20 km đông nam Seddon         | −41.76                 | 174.27                 |
| 14 tháng 11 năm 2016   | 03:04:04               | 5.1                    | 38 km (24 mi)          | 35 km bắc Cheviot             | −42.53                 | 173.30                 |
| 14 tháng 11 năm 2016   | 04:33:03               | 5.3                    | 16 km (9,9 mi)         | 20 km đông nam Seddon         | −41.77                 | 174.24                 |
| 14 tháng 11 năm 2016   | 06:17:39               | 5.1                    | 9 km (5,6 mi)          | Phạm vi 5 km quanh Kaikoura   | −42.41                 | 173.68                 |
| 14 tháng 11 năm 2016   | 07:34:26               | 5.2                    | 23 km (14 mi)          | 20 km đông nam Seddon         | −41.80                 | 174.21                 |
| 14 tháng 11 năm 2016   | 07:58:45               | 5.4                    | 19 km (12 mi)          | 15 km đông nam Seddon         | −41.77                 | 174.18                 |
| 14 tháng 11 năm 2016   | 07:59:10               | 5.2                    | 51 km (32 mi)          | 20 km đông bắc Kaikoura       | −42.28                 | 173.83                 |
| 14 tháng 11 năm 2016   | 08:09:14               | 5.0                    | 17 km (11 mi)          | 10 km đông nam Seddon         | −41.70                 | 174.15                 |
| 14 tháng 11 năm 2016   | 08:28:44               | 5.1                    | 8 km (5,0 mi)          | 25 km đông Seddon             | −41.73                 | 174.34                 |
| 14 tháng 11 năm 2016   | 09:21:27               | 5.0                    | 14 km (8,7 mi)         | 25 km đông Seddon             | −41.74                 | 174.36                 |
| 14 tháng 11 năm 2016   | 09:22:14               | 5.0                    | 27 km (17 mi)          | 15 km đông bắc Kaikoura       | −42.30                 | 173.80                 |
| 14 tháng 11 năm 2016   | 09:51:21               | 5.1                    | 82 km (51 mi)          | 40 km đông bắc Hanmer Springs | −42.18                 | 173.04                 |
| 14 tháng 11 năm 2016   | 11:19:32               | 5.4                    | 45 km (28 mi)          | 35 km đông Hanmer Springs     | −42.39                 | 173.21                 |
| 14 tháng 11 năm 2016   | 12:17:32               | 5.2                    | 27 km (17 mi)          | 35 km đông bắc Kaikoura       | −42.13                 | 173.85                 |
| 14 tháng 11 năm 2016   | 12:49:11               | 5.2                    | 13 km (8,1 mi)         | 25 km đông Seddon             | −41.71                 | 174.35                 |
| 14 tháng 11 năm 2016   | 12:54:43               | 5.0                    | 22 km (14 mi)          | 30 km đông nam Kaikoura       | −42.63                 | 173.55                 |
| 14 tháng 11 năm 2016   | 13:33:51               | 5.7                    | 16 km (9,9 mi)         | 20 km đông Seddon             | −41.67                 | 174.30                 |
| 14 tháng 11 năm 2016   | 13:34:22               | 6.3                    | 35 km (22 mi)          | 30 km bắc Cheviot             | −42.56                 | 173.32                 |
| 14 tháng 11 năm 2016   | 14:28:22               | 5.5                    | 35 km (22 mi)          | 45 km north-đông Kaikoura     | −42.07                 | 173.95                 |
| 14 tháng 11 năm 2016   | 14:30:14               | 5.3                    | 45 km (28 mi)          | 10 km đông Kaikoura           | −42.37                 | 173.76                 |
| 14 tháng 11 năm 2016   | 18:16:31               | 5.0                    | 55 km (34 mi)          | 10 km đông nam Kaikoura       | −42.44                 | 173.59                 |
| 14 tháng 11 năm 2016   | 19:43:00               | 5.6                    | 23 km (14 mi)          | 20 km đông Seddon             | −41.73                 | 174.28                 |
| 14 tháng 11 năm 2016   | 19:47:52               | 5.7                    | 53 km (33 mi)          | 25 km đông Kaikoura           | −42.32                 | 173.97                 |
| 14 tháng 11 năm 2016   | 20:21:04               | 5.8                    | 23 km (14 mi)          | 20 km đông Seddon             | −41.76                 | 174.31                 |
| 14 tháng 11 năm 2016   | 22:49:56               | 5.0                    | 8 km (5,0 mi)          | 10 km đông Kaikoura           | −42.43                 | 173.79                 |
| 15 tháng 11 năm 2016   | 00:16:42               | 5.1                    | 25 km (16 mi)          | 15 km đông Seddon             | −41.71                 | 174.27                 |
| 15 tháng 11 năm 2016   | 08:17:33               | 5.0                    | 19 km (12 mi)          | 15 km bắc Kaikoura            | −42.26                 | 173.69                 |
| 15 tháng 11 năm 2016   | 14:34:45               | 5.8                    | 4 km (2,5 mi)          | 15 km đông Seddon             | −41.70                 | 174.22                 |
| 15 tháng 11 năm 2016   | 14:43:52               | 5.2                    | 12 km (7,5 mi)         | 15 km đông Seddon             | −41.66                 | 174.26                 |
| 15 tháng 11 năm 2016   | 18:09:27               | 5.4                    | 7 km (4,3 mi)          | 15 km đông bắc Kaikoura       | −42.27                 | 173.62                 |
| 15 tháng 11 năm 2016   | 19:30:33               | 5.8                    | 7 km (4,3 mi)          | 20 km bắc Kaikoura            | −42.25                 | 173.74                 |
| 17 tháng 11 năm 2016   | 10:05:00               | 5.0                    | 22 km (14 mi)          | 10 km đông nam Seddon         | −41.72                 | 174.17                 |
| 19 tháng 11 năm 2016   | 3:22:58                | 5.0                    | 21 km (13 mi)          | 20 km đông bắc Cheviot        | −42.68                 | 173.42                 |